# Майдан Архітекторів
Майдан Архітекторів — майдан у місті Харків на перетині вулиць Григорія Сковороди та Жон Мироносиць.

## Історія
До кінця ХХ століття територія майдану була забудована дореволюційними будівлями. Тут розташовувався особняк Федора Францовича Лезель, побудований у 1879 році за проєктом архітектора О. Подьякова. Під час будівництва станції метро Архітектора Бекетова, у 1984 році, всі споруди знесені, а 1995 року після відкриття станції тут утворилася відкрита площа. 24 червня 2009 року вона оголошена майданом Архітекторів, а 23 серпня 2009 року відкрита.
У 2003 році тут було встановлено пам'ятник «Закоханим», навколо якого пізніше облаштовано фонтан. Через худобу фігур в народі його неоднозначно та глузливо називають пам'ятником «закоханим-дистрофікам» і ін.
Навколо майдану знаходяться жилі будинки, Будинок вчених, обласне управління Державної фіскальної служби, Палац культури Національної поліції, ресторан швидкого харчування McDonald's тощо. Однак жодна будівля не має адреси за майданом.

## Сім див Харкова
У 2007 році була озвучена ідея розмістити на майдані копії Семи див Харкова. Було проведено інтернет-голосування, в результаті якого перемогли Держпром, Дзеркальний струмінь, Покровський собор, Благовіщенський собор, Успенський собор, Будинок зі шпилем та пам'ятник Т. Г. Шевченку. Їх копії обіцяли встановити до Дня міста — 23 серпня 2009 року, виготовлення замовили Китаю. Але китайські вироби не задовольнили чиновників якістю, тому до обіцяної дати встановили лише копію пам'ятника Шевченкові, перероблену українськими майстрами. Також було проведено перепланування самого майдану, проведено нові алеї, постелено газон, замінено плитку.
Копію Успенського собору було встановлено 14 жовтня. 16 листопада була встановлена копія Благовіщенського собору. 26 листопада встановили копії Будинку зі шпилем та Дзеркального струменя. Останні дві скульптури обіцяли поставити до кінця року. Але копії Держпрому та Покровського собору були встановлені лише 19 серпня 2010 року.
Також було реставровано пам'ятник Закоханим — фігури були пофарбовані у золотий колір, та навколо них побудували фонтан.

## Природа
На території майдану знаходиться ботанічна пам'ятка природи місцевого значення: два дуби звичайних віком 250 і 350 років

## Галерея

Початковий вигляд Пам'ятника закоханим
Сучасник вигляд Пам'ятника закоханим, 07.09.2011
Мінікопія Дзеркального струменя
Мінікопія пам'ятника Шевченку
Мінікопія Держпрому
Мінікопія Благовіщенського собору
Мінікопія Покровського собору
Мінікопія Успенського собору
Мінікопія Будинку зі шпилем